# Адирович, Эммануил Ильич
Эммануил Ильич Адирович (24 августа 1915 — 10 сентября 1973) — советский физик-теоретик в области физики твёрдого тела, доктор физико-математических наук, член АН УзССР. Автор более 200 научных работ.

## Биография
Родился 24 августа 1915 года в Мелитополе. В 1940 году окончил Московский государственный университет. После этого в течение 22-х лет работал в Физическом институте имени П. Н. Лебедева АН СССР. В 1949 году получил степень доктора физико-математических наук. С 1963 года являлся профессором Физико-технического института АН УзССР.
Умер 10 сентября 1973 года в Ташкенте. Похоронен на Боткинском кладбище.

## Исследования
Является одним из основателей зонной теории люминесценции кристаллов и диэлектрической электроники, предсказал и открыл явление «холодной вспышки», построил теорию оптронов и оптронных цепей, открыл эффекты аномально больших фотонапряжений и аномально больших фотомагнитных напряжений в полупроводниковых плёнках, получил точное решение задачи об эмиссионных токах в диэлектрике при термоэлектронной и автоэлектронной эмиссии из металла.